# Divisão N.º 16 (Saskatchewan)
A Divisão N.º 16 é uma das dezoito divisões administrativas do censo da província canadense de Saskatchewan, conforme definido pela Statistics Canada. A região está localizada no Centro-Norte da província. A comunidade mais populosa dessa divisão é North Battleford.
De acordo com o censo populacional de 2006, 37 mil pessoas moram nesta divisão, o que a torna a mais populosa das dezoito divisões de Saskatchewan. A região tem uma área de 21.828 km2.